# Sosnówka (zbiornik)
Sosnówka – sztuczny zalew, zbiornik wody pitnej w południowej części Kotliny Jeleniogórskiej, oddany do eksploatacji w 2001 r. Długość zapory głównej wynosi 1,5 km, a zapory bocznej około 300 m. Pojemność całkowita wynosi 14 mln m³ wody, z czego 11 mln m³ stanowi pojemność użytkową, 2 mln m³ zajmuje pojemność martwa, a 1 mln m³ stanowi pojemność powodziową.

## Funkcje
Jest to zbiornik retencyjno-wodociągowy, zasilany wodami Podgórnej, Sośniaka i Czerwonki, który docelowo miał spełniać funkcje rekreacyjne. Z powodu funkcji zbiornika wody pitnej zakazano kąpieli.

## Zobacz też

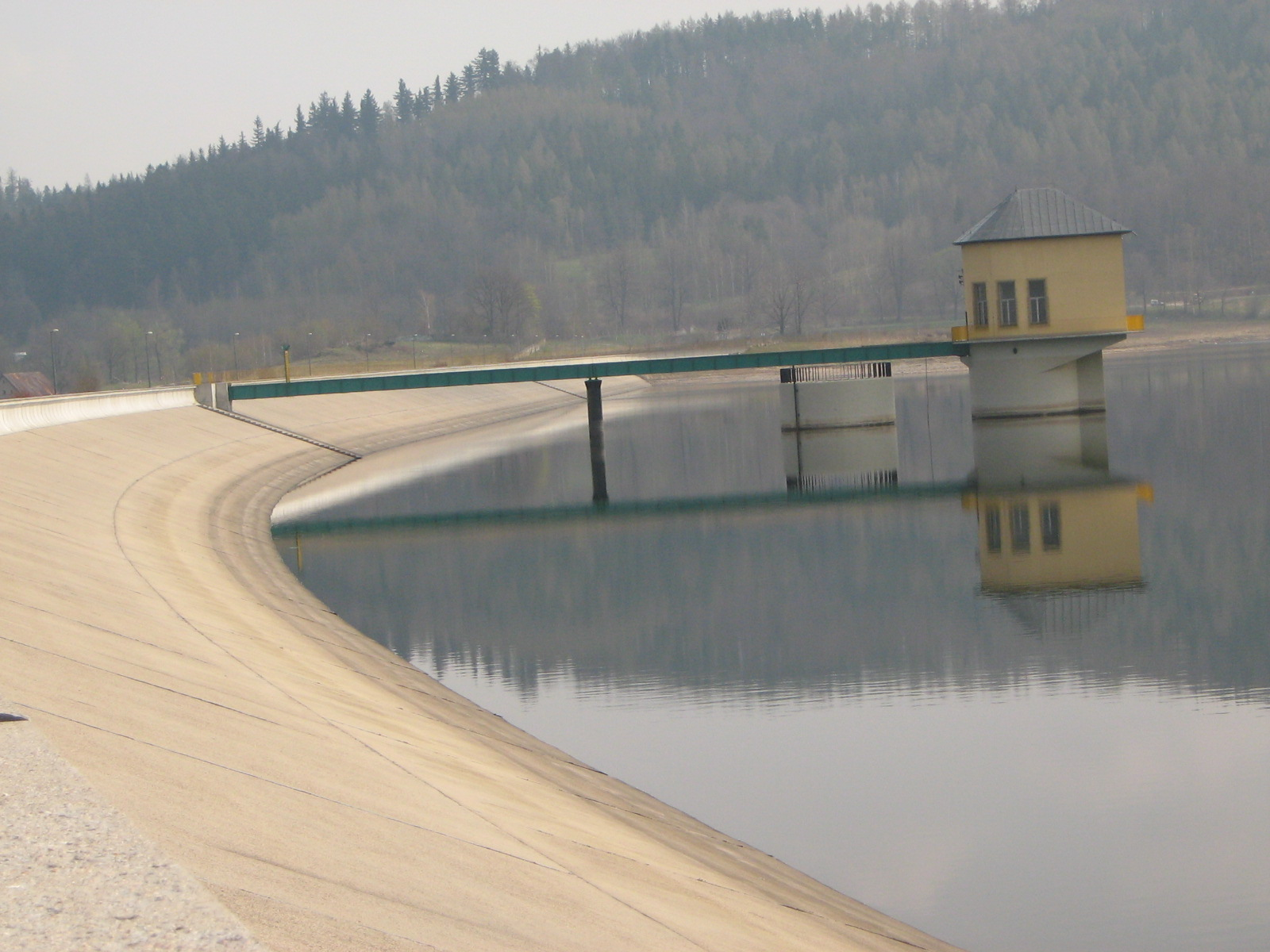
Sosnówka przelew

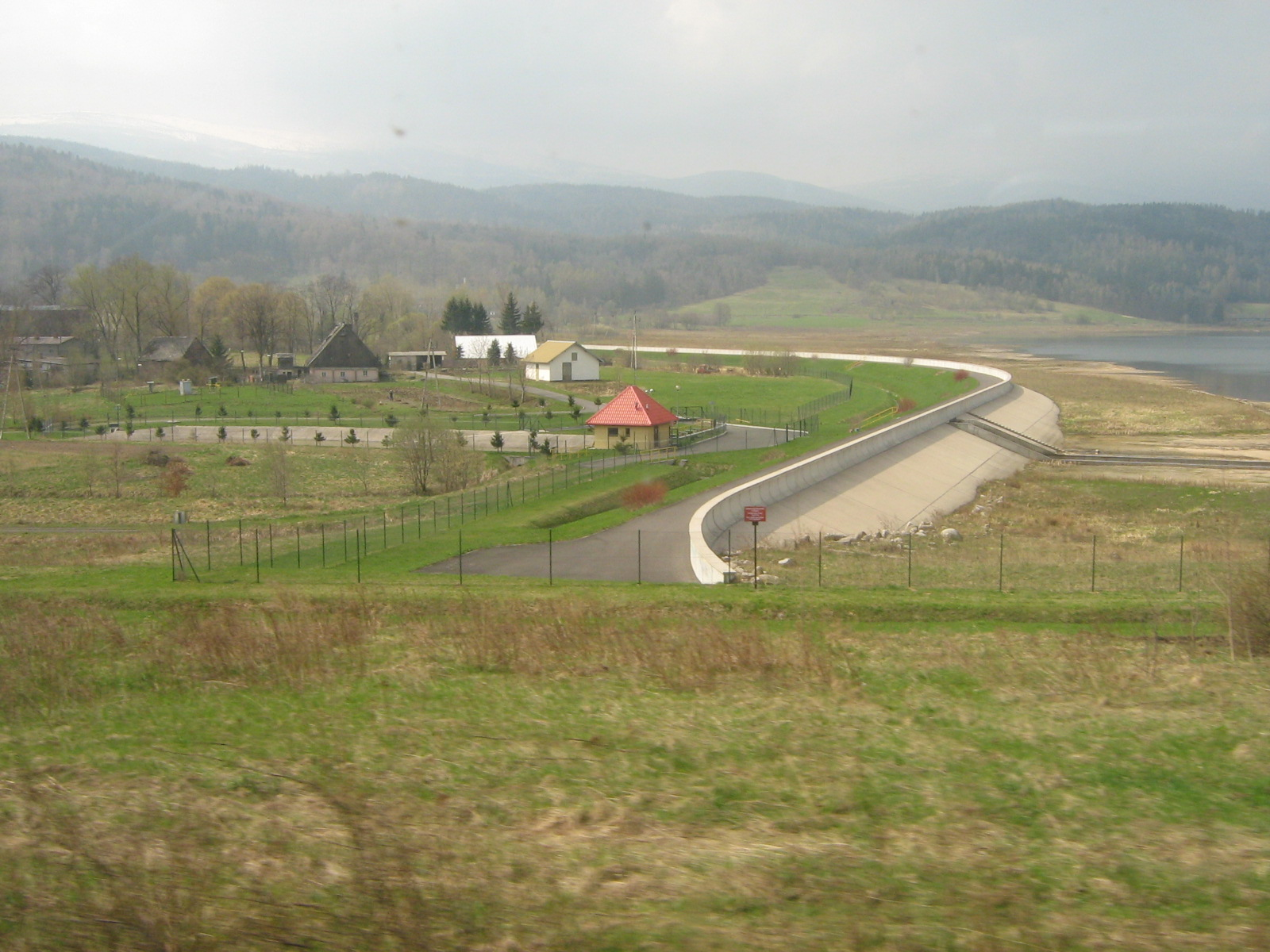
Sosnówka zapora boczna